# 特雷米松
特雷米松（法語：Trémuson，法語發音：[tʁemyzɔ̃]）是法国阿摩尔滨海省的一个市镇，位于该省中北部，属于圣布里厄区。

## 地理
特雷米松（48°31'26"N, 2°50'58"W）面积6.31 平方千米，位于法国布列塔尼大區阿摩尔滨海省，该省份为法国西北部沿海省份，位于布列塔尼半岛北部，北濒大西洋英吉利海峡，西接菲尼斯泰尔省，南至莫尔比昂省，东临伊勒-维莱讷省。
与特雷米松接壤的市镇（或旧市镇、城区）包括：拉梅欧贡、普莱洛、普莱兰、普莱尔讷夫、普卢弗拉冈、波尔迪克。

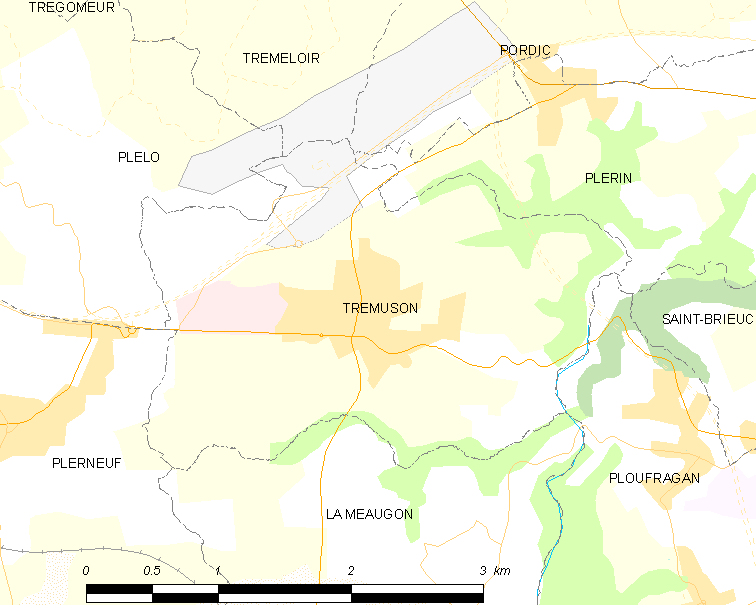
特雷米松的OSM定位图

特雷米松的时区为UTC+01:00、UTC+02:00（夏令时）。

## 行政
特雷米松的邮政编码为22440，INSEE市镇编码为22372。

## 政治
特雷米松所属的省级选区为普莱兰县。

## 人口

1962-2008年间特雷米松人口变化图示

特雷米松于2022年1月1日时的人口数量为2238人。